# Негосударственный субъект
Негосударственный субъект (англ. non-state actor) — лицо, действующее на международной арене, но не являющееся государством. После Холодной войны негосударственные субъекты приобретают большее значение, оттесняя с международной арены национальные государства, что демонстрирует усиление процесса глобализации. Иногда негосударственные субъекты вступают в конфликт с государствами, например, в борьбе за права человека.

## Виды
- Международные неправительственные организации,
- Религиозные организации,
- Террористические организации,
- Транснациональные корпорации.